# Le Passager (film, 2005)
Pour les articles homonymes, voir Le Passager.
Pour plus de détails, voir Fiche technique et Distribution.
Le Passager est un film français réalisé par Éric Caravaca, sorti en 2005.

## Synopsis
Après la mort de son frère, Richard, Thomas retourne dans le village de leur enfance, afin d'organiser ses funérailles et de vendre la maison dans laquelle ils ont grandi ensemble. Il retrouve des relations passées et fait la connaissance d'une famille qui a partagé la vie de son frère alors que Thomas avait coupé le contact avec lui.

## Fiche technique
- Titre : Le Passager
- Réalisation : Éric Caravaca
- Scénario : Éric Caravaca, Laurent Perreau d'après le roman La Route de Midland d'Arnaud Cathrine
- Producteur : Michel Saint-Jean
- Société de production : Diaphana Films
- Musique : Grégoire Hetzel
- Photographie : Céline Bozon
- Montage : Simon Jacquet
- Décor : Patrick Durand
- Son : Gérard Lamps
- Costume : Edwige Morel D'Arleux
- Direction artistique : Eric Pierard
- Pays de production :  France
- Format : couleur
- Genre:drame
- Durée: 85 minutes
- Dates de sortie : 
  - France : 1er décembre 2005 (festival de Belfort)
  - France : 22 mars 2006
  - Belgique : 29 mars 2006

## Distribution
- Éric Caravaca : Thomas
- Julie Depardieu : Jeanne
- Vincent Rottiers : Lucas
- Maurice Bénichou : Joseph
- Nathalie Richard : Suzanne
- Maurice Garrel : Gilbert
- Rémi Martin : Richard
- Julie Quéré: Suzanne jeune

## Autour du film
- Le film est dédié à Maxime Bochner[1],[2].